# Jaume Munar
Jaume Antoni Munar Clar (ur. 5 maja 1997 w Santanyí) – hiszpański tenisista, reprezentant kraju w Pucharze Davisa, olimpijczyk z Paryża (2024).

## Kariera tenisowa
Występując w gronie juniorów, został finalistą French Open 2014 w grze pojedynczej, przegrywając finałowy mecz z Andriejem Rublowem. W deblu wygrał French Open 2015, mając za partnera Álvara Lópeza San Martína. Dnia 26 stycznia 2015 był klasyfikowany na miejscu nr 3. w klasyfikacji juniorów.
Zawodowym tenisistą Munar został w 2014 roku.
Finalista jednego turnieju rangi ATP Tour w singlu i dwóch w deblu.
Od kwietnia 2017 roku reprezentant Hiszpanii w Pucharze Davisa.
Olimpijczyk z Paryża (2024), gdzie odpadł z zawodów singlowych w pierwszej rundzie.
W rankingu gry pojedynczej najwyżej był na 52. miejscu (20 maja 2019), a w klasyfikacji gry podwójnej na 149. pozycji (10 lutego 2020).

### Finały w turniejach ATP Tour
| Legenda                                      |
| -------------------------------------------- |
| Wielki Szlem                                 |
| Igrzyska olimpijskie                         |
| Tennis Masters Cup / ATP Finals              |
| ATP Masters Series / ATP Tour Masters 1000   |
| ATP International Series Gold / ATP Tour 500 |
| ATP International Series / ATP Tour 250      |

#### Gra pojedyncza (0–1)
| Końcowy wynik | Nr | Data             | Turniej  | Nawierzchnia | Przeciwnik          | Wynik finału  |
| ------------- | -- | ---------------- | -------- | ------------ | ------------------- | ------------- |
| Finalista     | 1. | 11 kwietnia 2021 | Marbella | Ceglana      | Pablo Carreño-Busta | 1:6, 6:2, 4:6 |

#### Gra podwójna (0–2
| Końcowy wynik | Nr | Data           | Turniej        | Nawierzchnia | Partner           | Przeciwnicy                    | Wynik finału |
| ------------- | -- | -------------- | -------------- | ------------ | ----------------- | ------------------------------ | ------------ |
| Finalista     | 1. | 14 marca 2021  | Santiago       | Ceglana      | Federico Delbonis | Simone Bolelli Máximo González | 6:7(4), 4:6  |
| Finalista     | 2. | 23 lutego 2025 | Rio de Janeiro | Ceglana      | Pedro Martínez    | Rafael Matos Marcelo Melo      | 2:6, 5:7     |

### Finały juniorskich turniejów wielkoszlemowych

#### Gra pojedyncza (0–1)
| Końcowy wynik | Nr | Data           | Turniej            | Nawierzchnia | Przeciwnik     | Wynik finału |
| ------------- | -- | -------------- | ------------------ | ------------ | -------------- | ------------ |
| Finalista     | 1. | 7 czerwca 2014 | French Open, Paryż | Ceglana      | Andriej Rublow | 2:6, 5:7     |

#### Gra podwójna (1–0)
| Końcowy wynik | Nr | Data           | Turniej            | Nawierzchnia | Partner                 | Przeciwnicy                 | Wynik finału |
| ------------- | -- | -------------- | ------------------ | ------------ | ----------------------- | --------------------------- | ------------ |
| Zwycięzca     | 1. | 6 czerwca 2015 | French Open, Paryż | Ceglana      | Álvaro López San Martín | William Blumberg Tommy Paul | 6:4, 6:2     |